# Thaon di Revel

Wappen der Thaon di Revel

Thaon di Revel (oder französisch Thaon de Revel) ist der Name eines italienischen Adelsgeschlechts, dass aus der Grafschaft Nizza stammt. Diese Grafschaft gehörte bis 1861 zum Herrschaftsbereich des Hauses Savoyen, das von 1861 bis 1946 die Könige von Italien stellte. Im Lauf der Zeit hatten Mitglieder der Familie Thaon di Revel im Dienste der Savoyer hochrangige Posten im Bereich des Militärs, der Verwaltung und der Politik inne.

## Geschichte
Die Ursprünge der Familie liegen im Dunkeln. Einer Familienlegende zufolge stammen die Thaon di Revel aus dem Ort Thaon in der Normandie, von wo aus sie erst nach England und dann Schottland zogen. Mitglieder der Familie folgten der Legende zufolge im 16. Jahrhundert Maria Stuart nach Frankreich und dann wieder zurück nach Schottland, ein Schildknappe blieb jedoch auf dem Kontinent und ließ sich in Lantosque bei Nizza nieder. Die Thaon sind dort jedoch seit 1454 nachgewiesen, wo Philipp Thaon (1530–1623) die örtliche Miliz befehligte. Dessen Sohn Peter wurde Leibarzt von Herzog Karl Emanuel I. und heiratete Camilla Doria Michelotti, die als Mitgift das Lehen Revel einbrachte (Tourrette-Levens, Saint-André-de-la-Roche). Karl Anton Thaon wurde der erste Herr von Revel, dessen Sohn Peter erwarb 1685 zusätzliche Gebiete und erreichte 1685, dass Herzog Viktor Amadeus II. das Lehen zur Grafschaft machte. Im weiteren Verlauf wurden Thaon dann auch Herren von Castelnuovo, Grafen von Pralungo. Für seine Verdienste im Ersten Weltkrieg  erhielt Admiral Paolo Thaon di Revel von König Viktor Emanuel III. am 24. Mai 1923 den Titel eines Duca del Mare („Herzog der See“).

## Bedeutende Familienmitglieder
Im Verlauf von drei Jahrhunderten brachte die Familie Thaon di Revel hervor: zwei Vizekönige von Sardinien, drei Reichsverweser, fünf Ritter des Annunziaten-Ordens, sechs Minister, fünf Senatoren, sechs Gouverneure (davon drei von Turin), einen Bürgermeister von Turin und einen Präfekt von Genua. Hinzu kommen hochrangige Offiziere, Diplomaten, Beamte, Richter und Staatsanwälte.
Besondere Bekanntheit erlangten:
- Carlo Francesco Thaon di Revel (1725–1807), General und Vizekönig des Königreiches Sardinien-Piemont
- Giuseppe Thaon di Revel (1756–1820), General des Königreiches Sardinien-Piemont, erster Generalkommandant der Carabinieri
- Ottavio Luigi Eugenio Thaon di Revel (1803–1868), Minister und Unterzeichner des Statuto Albertino
- Paolo Thaon di Revel, Duca del Mare (1859–1948), italienischer Großadmiral und Senator
- Paolo Ignazio Thaon di Revel (1888–1973), Olympiasieger, Bürgermeister von Turin, Senator, Finanzminister im Kabinett Mussolini